# Eudicrana splendens
Eudicrana splendens är en tvåvingeart som beskrevs av Lane 1948. Eudicrana splendens ingår i släktet Eudicrana och familjen svampmyggor. Inga underarter finns listade i Catalogue of Life.